# Валері Бертінеллі
Валері Енн Бертінеллі (англ. Valerie Bertinelli, нар. 23 квітня 1960) — американська акторка, кулінарка, письменниця й телеперсона. Лауреатка двох премій «Золотий глобус». Прославилась головною роллю в телесеріалі «Одного разу за один раз», в якому знімалась з 1975 по 1984 рік.

## Життєпис
Валері Енн Бертінеллі народилася в Вілмінгтон, штат Делавер. Вона має ірландські та італійські корені.
У 1970-х зустрічалась до шлюбу із Стівеном Спілбергом. У 1981 році одружилася з музикантом Едвардом Ван Галеном. У 1991 народила сина Вольфганга. У 2007 році розлучилась із чоловіком через його залежність від кокаїну. 1 січня 2011 року одружился з Томом Віталом.

## Кар'єра
Почала акторську кар'єру на початку 1970-х з ролей в епізодах телесеріалів. У 1975 році отримала одну зі своїх найвідоміших ролей — Барбари Купер в комедії «Одного разу за один раз», де і знімалась до його завершення у 1984 році.
Після завершення серіалу вона продовжила зніматись, отримувала ролі в кіно і на телебаченні. Зробила багато телевізійних фільмів та зіграла у головних ролях в кількох мінісеріалах. У 1990-ті знялась у головних ролях в двох великих серіалах. Із 2001 року знімалась у драмі «Дотик ангела» протягом двох сезонів.
В останні роки знімалась в рекламі та брала участь в популярному шоу. На початку 2010 року була співведучою шоу Вупі Голдберг «The View».
Виконавиця однієї з головних ролей в ситкомі «Красуні в Клівленді», разом із Венді Мелік, Джейн Лівз та Бетті Вайт.

## Визнання та нагороди
- 1981 — номінація на премію «Молодий актор» «Найкращий молодий комік» за роль Барбари Купер в серіалі «Одного разу за один раз».
- 1981 — премія «Золотий глобус» «Найкраща жіноча роль другого плану в серіалі» за роль Барбари Купер в серіалі «Одного разу за один раз».
- 1982 — премія «Золотий глобус» «Найкраща жіноча роль другого плану в серіалі» за роль Барбари Купер в серіалі «Одного разу за один раз».
- 1983 — номінація на премію «Золотий глобус» «Найкраща жіноча роль другого плану в серіалі» за роль Барбари Купер в серіалі «Одного разу за один раз».

## Фільмографія
| Рік       |   | Українська назва                                     | Оригінальна назва                                | Роль                  |
| --------- | - | ---------------------------------------------------- | ------------------------------------------------ | --------------------- |
| 1974      | с |                                                      | Apple's Way                                      | Пеґґі                 |
| 1975—1984 | с | Одного разу за один раз                              | One Day at a Time                                | Барбара Купер         |
| 1978      | с |                                                      | The CBS Festival of Lively Arts for Young People | Мемі Діккенс          |
| 1978      | с |                                                      | The Hardy Boys/Nancy Drew Mysteries              | Ґвенн/Венді           |
| 1979      | ф |                                                      | Young Love, First Love                           | Робін Гібсон          |
| 1979      | ф |                                                      | C.H.O.M.P.S                                      | Кейсі Нортон          |
| 1980      | ф |                                                      | The Promise of Love                              | Кеті Вейкман          |
| 1981      | ф |                                                      | The Princess and the Cabbie                      | Джоанна Джеймс        |
| 1982      | с |                                                      | Fridays                                          | гість                 |
| 1982      | ф |                                                      | I Was a Mail Order Bride                         | Кеті Тосконі          |
| 1984      | ф |                                                      | The Seduction of Gina                            | Джина Бреслін         |
| 1984      | ф |                                                      | Shattered Vows                                   | Мері Джилліган        |
| 1985      | ф |                                                      | Silent Witness                                   | Анна Данн             |
| 1986      | ф |                                                      | Ordinary Heroes                                  | Марія                 |
| 1986      | ф |                                                      | Rockabye                                         | Сюзанна Барток        |
| 1986      | с | Театр чарівних історій: Алладін і його чарівна лампа | Faerie Tale Theatre                              | принцеса Сабріна      |
| 1987      | ф | Із кульою в голові                                   | Number One with a Bullet                         | Тереза Барзак         |
| 1987      | с | Я підкорю Манхеттен                                  | I'll Take Manhattan                              | Максі Ембервілль      |
| 1988      | ф | Панчо Барнс                                          | Pancho Barnes                                    | Флоренс "Панчо" Барнс |
| 1989      | ф |                                                      | Taken Away                                       | Стефані Монро         |
| 1990      | с | Сідней                                               | Sydney                                           | Сідней Келлс          |
| 1991      | ф |                                                      | In a Child's Name                                | Анжела Сімареллі      |
| 1992      | ф | Те, про що вона не знає                              | What She Doesn't Know                            | Моллі Кілкоін         |
| 1993      | ф |                                                      | Murder of Innocence                              | Лорі Вейд             |
| 1993—1994 | с |                                                      | Cafe Americain                                   | Холлі Олдрідж         |
| 1995      | ф | Привид Хелен Вокер                                   | The Haunting of Helen Walker                     | Хелен Вокер           |
| 1996      | ф |                                                      | A Case for Life                                  | Келлі Портер          |
| 1996      | ф |                                                      | Two Mothers for Zachary                          | Джоді Енн Шеффелл     |
| 1997      | ф | Нічні гріхи                                          | Night Sins                                       | агент Меган Омейллі   |
| 1997—2003 | с | Дотик ангела                                         | Touched by an Angel                              | Глорія                |
| 2000      | ф |                                                      | Personally Yours                                 | Сюзанна Стентон       |
| 2003      | ф |                                                      | Crazy Love                                       | дружина               |
| 2003      | ф |                                                      | Finding John Christmas                           | Кетлін Маккалістер    |
| 2007      | ф | Клер                                                 | Claire                                           | Клер Бенніон          |
| 2008      | ф |                                                      | Untitled Dave Caplan Pilot                       | Клер                  |
| 2008      | ф | Визнання голлівудської старлетки                     | True Confessions of a Hollywood Starlet          | тітка Труді           |
| 2008      | с | Юристи Бостона                                       | Boston Legal                                     | Керол Хобер           |
| 2010—2012 | с | Красуні в Клівленді                                  | Hot in Cleveland                                 | Мелані Моретті        |